# تل هانت
تل هانت، هو جبل يقع في جبال كاتسكيل في نيويورك جنوب جبال الأنديز. يقع هيملوك نول شمالًا، ويقع تل ماري سميث جنوب غرب تل هانت.